# Alastair Windsor, 2.º Duque de Connaught e Strathearn
Alastair Arthur Windsor, 2.º Duque de Connaught e Strathearn (anteriormente  príncipe Alastair de Connaught e Strathearn; 9 de agosto de 1914 – 26 de abril de 1943) foi um nobre inglês membro da família real britânica, bisneto da rainha Vitória do Reino Unido através de seu pai. O príncipe Alastair teve negado o título de príncipe britânico e o estilo Sua Alteza em 1917. Após isso, utilizou o título de cortesia de sua mãe, Conde de Macduff, e mais tarde, ao herdar de seu avô o título de Duque de Connaught e Strathearn.

## Vida

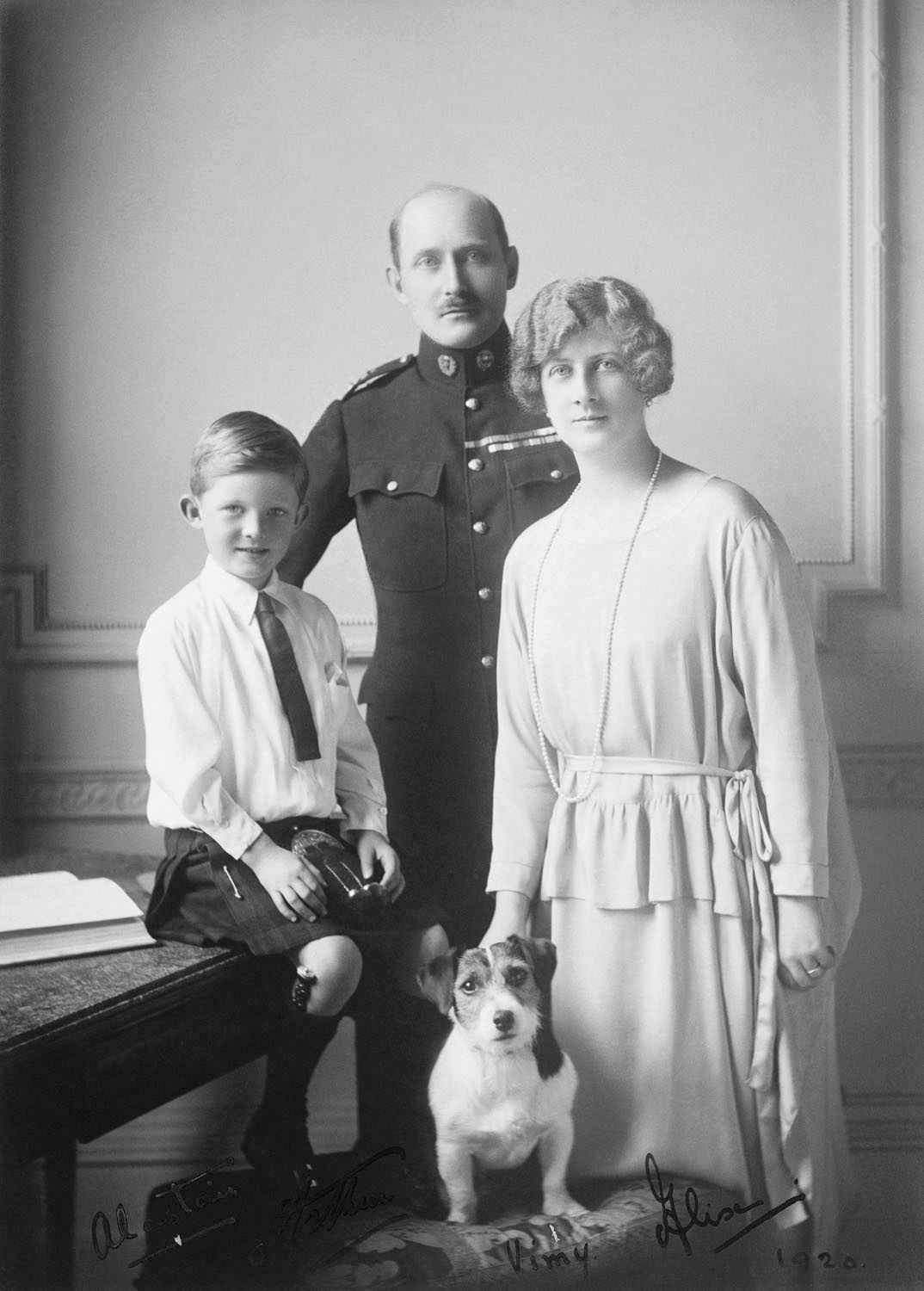
Alastair com seus pais em 1920

Alastair nasceu em 9 de agosto de 1914 na casa de seus pais na Mount Street 54, Mayfair, Londres (hoje sede da embaixada brasileira). Seu pai era o príncipe Artur de Connaught, o único filho do príncipe Artur, Duque de Connaught e Strathearn e da princesa Luísa Margarida da Prússia. Sua mãe era a princesa Artur de Connaught (antes do casamento era princesa Alexandra, 2ª Duquesa de Fife), filha mais velha de Alexandre Duff, 1.º Duque de Fife e Luísa, Princesa Real. Como bisneto da rainha Vitória pela linhagem masculina, Alastair era estilizado de Sua Alteza o Príncipe Alastair de Connaught desde o nascimento.
O príncipe foi batizado na casa de seus pais, sendo seus padrinhos Jorge V, Afonso XIII, Alexandra da Dinamarca, príncipe Artur, Duque de Connaught e Strathearn, Luísa, Duquesa de Argyll, e Maria, Princesa Real e Condessa de Harewood.

## Casa de Windsor
Pouco depois do nascimento do príncipe Alastair, a Primeira Guerra Mundial começou, criando um grande clima de anti-germanismo no Reino Unido. Jorge V do Reino Unido respondeu a isso mudando o nome da casa real de Saxe-Coburgo-Gota para Casa de Windsor e abandonando todos os títulos germânicos da realeza daqueles que possuíam cidadania britânica. 
Em carta patente de 20 de novembro de 1917, Jorge V empreendeu uma reestruturação dos estilos reais e títulos, restringindo os títulos de príncipe ou princesa e o estilo de Alteza Real para os filhos do soberano, os filhos dos filhos do soberano, e o filho mais velho vivo do filho mais velho do príncipe de Gales. Isto excluiu Alastair, que era apenas um bisneto de um soberano (e não era o filho mais velho vivo do filho mais velho do príncipe de Gales). Declarou ainda que todos os títulos dos "netos dos filhos de qualquer soberano em linha direta do sexo masculino (salvo apenas o filho mais velho vivo do filho mais velho do príncipe de Gales) teriam o estilo e o título de que gozam os filhos dos duques."

## Carreira militar
Lord Macduff recebeu sua educação na Bryanston School e na Royal Military Academy Sandhurst. Em janeiro de 1935, ele recebeu uma comissão como um segundo tenente na Scot Real Greys (2 ª Dragões), o regimento de seu pai, com sede no Egito. Em 1939, Lord Macduff foi enviado à Ottawa como ajudante de campo de seu parente O Conde de Athlone, então Governador-geral do Canadá,  cargo que seu próprio avô tinha realizado durante a Primeira Guerra Mundial. Ele sucedeu seu avô como Duque de Connaught e Strathearn e Conde de Sussexem em 1942 e morreu em Ottawa em serviço ativo em 1943, em circunstâncias incomuns. Os diários de Alan Lascelles, secretário particular do rei Jorge VI, publicados em 2006, registram que tanto o regimento como Athlone o rejeitaram como incompetente, tendo ele caído de uma janela quando bêbado e morrendo de hipotermia durante a noite.

### Titulos e estilos
- 9 de agosto de 1914 – 20 de novembro de 1917: Sua Alteza príncipe Alastair de Connaught
- 20 de novembro de 1917 – 26 de janeiro de 1942: Conde de Macduff
- 16 de janeiro de 1942 – 26 de abril de 1943: Sua Graça o Duque de Connaught e Strathearn

## Ascendência
|  |                                              |  |  |  |  |  |  |  |  |  |  |  |  |  |  |  |
|  | Ernesto I, Duque de Saxe-Coburgo-Gota        |  |  |  |  |  |  |  |  |  |  |  |  |  |  |  |
|  |                                              |  |  |  |  |  |  |  |  |  |  |  |  |  |  |  |
|  |                                              |  |  |  |  |  |  |  |  |  |  |  |  |  |  |  |
|  | Alberto de Saxe-Coburgo-Gota                 |  |  |  |  |  |  |  |  |  |  |  |  |  |  |  |
|  |                                              |  |  |  |  |  |  |  |  |  |  |  |  |  |  |  |
|  |                                              |  |  |  |  |  |  |  |  |  |  |  |  |  |  |  |
|  | Luísa de Saxe-Gota-Altemburgo                |  |  |  |  |  |  |  |  |  |  |  |  |  |  |  |
|  |                                              |  |  |  |  |  |  |  |  |  |  |  |  |  |  |  |
|  |                                              |  |  |  |  |  |  |  |  |  |  |  |  |  |  |  |
|  | Artur, Duque de Connaught e Strathearn       |  |  |  |  |  |  |  |  |  |  |  |  |  |  |  |
|  |                                              |  |  |  |  |  |  |  |  |  |  |  |  |  |  |  |
|  |                                              |  |  |  |  |  |  |  |  |  |  |  |  |  |  |  |
|  | Eduardo, Duque de Kent e Strathearn          |  |  |  |  |  |  |  |  |  |  |  |  |  |  |  |
|  |                                              |  |  |  |  |  |  |  |  |  |  |  |  |  |  |  |
|  |                                              |  |  |  |  |  |  |  |  |  |  |  |  |  |  |  |
|  | Vitória do Reino Unido                       |  |  |  |  |  |  |  |  |  |  |  |  |  |  |  |
|  |                                              |  |  |  |  |  |  |  |  |  |  |  |  |  |  |  |
|  |                                              |  |  |  |  |  |  |  |  |  |  |  |  |  |  |  |
|  | Vitória de Saxe-Coburgo-Saalfeld             |  |  |  |  |  |  |  |  |  |  |  |  |  |  |  |
|  |                                              |  |  |  |  |  |  |  |  |  |  |  |  |  |  |  |
|  |                                              |  |  |  |  |  |  |  |  |  |  |  |  |  |  |  |
|  | Artur de Connaught                           |  |  |  |  |  |  |  |  |  |  |  |  |  |  |  |
|  |                                              |  |  |  |  |  |  |  |  |  |  |  |  |  |  |  |
|  |                                              |  |  |  |  |  |  |  |  |  |  |  |  |  |  |  |
|  | Carlos da Prússia                            |  |  |  |  |  |  |  |  |  |  |  |  |  |  |  |
|  |                                              |  |  |  |  |  |  |  |  |  |  |  |  |  |  |  |
|  |                                              |  |  |  |  |  |  |  |  |  |  |  |  |  |  |  |
|  | Frederico Carlos da Prússia                  |  |  |  |  |  |  |  |  |  |  |  |  |  |  |  |
|  |                                              |  |  |  |  |  |  |  |  |  |  |  |  |  |  |  |
|  |                                              |  |  |  |  |  |  |  |  |  |  |  |  |  |  |  |
|  | Maria de Saxe-Weimar-Eisenach                |  |  |  |  |  |  |  |  |  |  |  |  |  |  |  |
|  |                                              |  |  |  |  |  |  |  |  |  |  |  |  |  |  |  |
|  |                                              |  |  |  |  |  |  |  |  |  |  |  |  |  |  |  |
|  | Luísa Margarida da Prússia                   |  |  |  |  |  |  |  |  |  |  |  |  |  |  |  |
|  |                                              |  |  |  |  |  |  |  |  |  |  |  |  |  |  |  |
|  |                                              |  |  |  |  |  |  |  |  |  |  |  |  |  |  |  |
|  | Leopoldo IV de Anhalt-Dessau                 |  |  |  |  |  |  |  |  |  |  |  |  |  |  |  |
|  |                                              |  |  |  |  |  |  |  |  |  |  |  |  |  |  |  |
|  |                                              |  |  |  |  |  |  |  |  |  |  |  |  |  |  |  |
|  | Maria Ana de Anhalt-Dessau                   |  |  |  |  |  |  |  |  |  |  |  |  |  |  |  |
|  |                                              |  |  |  |  |  |  |  |  |  |  |  |  |  |  |  |
|  |                                              |  |  |  |  |  |  |  |  |  |  |  |  |  |  |  |
|  | Frederica Guilhermina da Prússia             |  |  |  |  |  |  |  |  |  |  |  |  |  |  |  |
|  |                                              |  |  |  |  |  |  |  |  |  |  |  |  |  |  |  |
|  |                                              |  |  |  |  |  |  |  |  |  |  |  |  |  |  |  |
|  | Alastair, 2° Duque de Connaught e Strathearn |  |  |  |  |  |  |  |  |  |  |  |  |  |  |  |
|  |                                              |  |  |  |  |  |  |  |  |  |  |  |  |  |  |  |
|  |                                              |  |  |  |  |  |  |  |  |  |  |  |  |  |  |  |
|  | Alexandre Duff                               |  |  |  |  |  |  |  |  |  |  |  |  |  |  |  |
|  |                                              |  |  |  |  |  |  |  |  |  |  |  |  |  |  |  |
|  |                                              |  |  |  |  |  |  |  |  |  |  |  |  |  |  |  |
|  | Jaime Duff, 5° Conde de Fife                 |  |  |  |  |  |  |  |  |  |  |  |  |  |  |  |
|  |                                              |  |  |  |  |  |  |  |  |  |  |  |  |  |  |  |
|  |                                              |  |  |  |  |  |  |  |  |  |  |  |  |  |  |  |
|  | Ana Stein                                    |  |  |  |  |  |  |  |  |  |  |  |  |  |  |  |
|  |                                              |  |  |  |  |  |  |  |  |  |  |  |  |  |  |  |
|  |                                              |  |  |  |  |  |  |  |  |  |  |  |  |  |  |  |
|  | Alexandre Duff, 1.º Duque de Fife            |  |  |  |  |  |  |  |  |  |  |  |  |  |  |  |
|  |                                              |  |  |  |  |  |  |  |  |  |  |  |  |  |  |  |
|  |                                              |  |  |  |  |  |  |  |  |  |  |  |  |  |  |  |
|  | Guilherme Hay, 18 ° Conde de Erroll          |  |  |  |  |  |  |  |  |  |  |  |  |  |  |  |
|  |                                              |  |  |  |  |  |  |  |  |  |  |  |  |  |  |  |
|  |                                              |  |  |  |  |  |  |  |  |  |  |  |  |  |  |  |
|  | Agnes Hay                                    |  |  |  |  |  |  |  |  |  |  |  |  |  |  |  |
|  |                                              |  |  |  |  |  |  |  |  |  |  |  |  |  |  |  |
|  |                                              |  |  |  |  |  |  |  |  |  |  |  |  |  |  |  |
|  | Isabel Hay, Condessa de Erroll               |  |  |  |  |  |  |  |  |  |  |  |  |  |  |  |
|  |                                              |  |  |  |  |  |  |  |  |  |  |  |  |  |  |  |
|  |                                              |  |  |  |  |  |  |  |  |  |  |  |  |  |  |  |
|  | Alexandra, 2ª Duquesa de Fife                |  |  |  |  |  |  |  |  |  |  |  |  |  |  |  |
|  |                                              |  |  |  |  |  |  |  |  |  |  |  |  |  |  |  |
|  |                                              |  |  |  |  |  |  |  |  |  |  |  |  |  |  |  |
|  | Alberto de Saxe-Coburgo-Gota                 |  |  |  |  |  |  |  |  |  |  |  |  |  |  |  |
|  |                                              |  |  |  |  |  |  |  |  |  |  |  |  |  |  |  |
|  |                                              |  |  |  |  |  |  |  |  |  |  |  |  |  |  |  |
|  | Eduardo VII do Reino Unido                   |  |  |  |  |  |  |  |  |  |  |  |  |  |  |  |
|  |                                              |  |  |  |  |  |  |  |  |  |  |  |  |  |  |  |
|  |                                              |  |  |  |  |  |  |  |  |  |  |  |  |  |  |  |
|  | Vitória do Reino Unido                       |  |  |  |  |  |  |  |  |  |  |  |  |  |  |  |
|  |                                              |  |  |  |  |  |  |  |  |  |  |  |  |  |  |  |
|  |                                              |  |  |  |  |  |  |  |  |  |  |  |  |  |  |  |
|  | Luísa, Princesa Real                         |  |  |  |  |  |  |  |  |  |  |  |  |  |  |  |
|  |                                              |  |  |  |  |  |  |  |  |  |  |  |  |  |  |  |
|  |                                              |  |  |  |  |  |  |  |  |  |  |  |  |  |  |  |
|  | Cristiano IX da Dinamarca                    |  |  |  |  |  |  |  |  |  |  |  |  |  |  |  |
|  |                                              |  |  |  |  |  |  |  |  |  |  |  |  |  |  |  |
|  |                                              |  |  |  |  |  |  |  |  |  |  |  |  |  |  |  |
|  | Alexandra da Dinamarca                       |  |  |  |  |  |  |  |  |  |  |  |  |  |  |  |
|  |                                              |  |  |  |  |  |  |  |  |  |  |  |  |  |  |  |
|  |                                              |  |  |  |  |  |  |  |  |  |  |  |  |  |  |  |
|  | Luísa de Hesse-Cassel                        |  |  |  |  |  |  |  |  |  |  |  |  |  |  |  |
|  |                                              |  |  |  |  |  |  |  |  |  |  |  |  |  |  |  |
|  |                                              |  |  |  |  |  |  |  |  |  |  |  |  |  |  |  |